# هوانگ چون (ژیمناست)
هوانگ چون (انگلیسی: Huang Qun؛ زادهٔ ۱۸ مارس ۱۹۶۹) ژیمناست هنری اهل چین بود.